# تئو جیمز
تئودور پیتر جیمز کینایرد تاپتیکلیس (انگلیسی: Theodore Peter James Kinnaird Taptiklis؛ زادهٔ ۱۶ دسامبر ۱۹۸۴) بازیگر انگلیسی است. او نقش اصلی سه‌گانهٔ اکشن مجموعه سنت‌شکن را بازی کرده است. او در فیلم‌های گوناگونی از جمله فیلم‌های ترسناک جهان زیرین: بیداری (۲۰۱۲) و جهان زیرین: جنگ‌های خونین (۲۰۱۶) و فیلم علمی تخیلی بایگانی (۲۰۲۰) ایفای نقش کرده است.
در تلویزیون، او در مجموعهٔ درام جنایی پسر طلایی (۲۰۱۲)، مجموعهٔ عاشقانهٔ همسر مسافر زمان (۲۰۲۲) و مجموعهٔ کمدی نیلوفر آبی سفید (۲۰۲۲) حضور داشته که برای آخری نامزد جایزه امی ساعات پربیننده شد. در سال ۲۰۲۴، او نقش اصلی مجموعهٔ کمدی اکشن آقایان ساختهٔ گای ریچی را بازی کرد.

## زندگی شخصی
تئودور پیتر جیمز کینایرد تاپتیکلیس در ۱۶ دسامبر ۱۹۸۴ در های ویکام زاده شد. پدرش فیلیپ تاپتیکلیس، مشاور کسب‌وکار، و مادرش جین (که نام خانوادگی‌اش پیش از ازدواج مارتین بود) برای سرویس سلامت ملی کار می‌کرد. پدربزرگ او یک پناهنده یونانی بود. او همچنین تبار اسکاتلندی دارد. او دو برادر بزرگتر و دو خواهر بزرگتر دارد.
جیمز در اسکت بزرگ شد. او در مدرسه گرامر آیلسبری تحصیل کرد و مدرک کارشناسی خود در رشته فلسفه را از دانشگاه ناتینگهام دریافت کرد. او در مدرسه تئاتر بریستول اولد ویک آموزش دید.
جیمز با بازیگر ایرلندی روث کارنی ازدواج کرده است. این دو همدیگر را در مدرسه تئاتر بریستول اولد ویک ملاقات کردند. این زوج در ساحل ونیز و لندن شمالی زندگی می‌کنند. آن‌ها یک دختر (زادهٔ ۲۰۲۱) و یک نوزاد دیگر (زادهٔ سپتامبر ۲۰۲۳) دارند.
او در سال ۲۰۱۵ سفیر برند عطرهای مردانه هوگو باس شد و در تبلیغات چاپی و آگهی‌های تلویزیونی این برند ظاهر شد. جیمز در سال ۲۰۱۹ یک شرکت تولید محصولات فیلم و تلویزیون به راه انداخت.

## فیلم‌شناسی
| سال  | عنوان                                        | نقش                 | توضیحات                 |
| ---- | -------------------------------------------- | ------------------- | ----------------------- |
| ۲۰۱۰ | غریبه‌ای بلندقد و سیاهپوش را ملاقات خواهی کرد | ری                  |                         |
| ۲۰۱۱ | The Inbetweeners Movie                       | جیمز                |                         |
| ۲۰۱۲ | جهان زیرین: بیداری                           | دیوید               |                         |
| ۲۰۱۴ | سنت‌شکن                                       | Tobias "Four" Eaton |                         |
| ۲۰۱۵ | سنت‌شکن: شورشی                                | Tobias "Four" Eaton |                         |
| ۲۰۱۵ | نیکوکار                                      | لوک                 | [ ۱۸ ]                  |
| ۲۰۱۶ |                                              | Lord James Mangan   |                         |
| ۲۰۱۶ | مجموعه سنت‌شکن: هم‌پیمان                       | Tobias "Four" Eaton |                         |
| ۲۰۱۶ | دنیای مردگان: جنگ‌های خونین                   | David               |                         |
| ۲۰۱۶ | دست‌نوشته محرمانه                             | Father Gaunt        |                         |
| ۲۰۱۸ | از پشت خنجر زدن برای تازه‌کارها               | مایکل               | همچنین تهیه‌کننده اجرایی |
| ۲۰۱۸ | زوئی                                         | Ash                 |                         |
| ۲۰۱۸ | چگونه پایان می‌پذیرد                          | Will Younger        |                         |
| ۲۰۱۸ | کشتزارهای لندن                               | Guy Clinch          |                         |
| ۲۰۱۹ | دروغ و سرقت                                  | Ivan                | همچنین تهیه‌کننده اجرایی |
| ۲۰۲۰ | بایگانی                                      | George Almore       | همچنین تهیه‌کننده        |
| ۲۰۲۱ |                                              | Vesemir             | صداپیشه                 |
| ۲۰۲۲ | دوگانه                                       | Robert Michaels     |                         |
| ۲۰۲۲ | Henry Ossory                                 |                     |                         |
| ۲۰۲۵ | میمون                                        | بیل/ هال            |                         |

| سال       | عنوان                    | نقش                       | توضیحات                                   |
| --------- | ------------------------ | ------------------------- | ----------------------------------------- |
| ۲۰۱۰      | A Passionate Woman       | Alex "Craze" Crazenovski  |                                           |
| ۲۰۱۰      | دانتون ابی               | Kemal Pamuk               | ۱ قسمت                                    |
| ۲۰۱۱      | Bedlam                   | Jed Harper                | ۶ قسمت                                    |
| ۲۰۱۲      | Case Sensitive           | Aidan Harper              | ۲ قسمت                                    |
| ۲۰۱۲      | Room at the Top          | Jack Wales                | ۲ قسمت                                    |
| ۲۰۱۳      | گلدن بوی                 | Walter William Clark, Jr. | نقش اصلی                                  |
| ۲۰۱۸–۲۰۲۱ | کسلوانیا                 | هکتور (صداپیشه)           | نقش اصلی؛ ۱۹ قسمت (فصل‌های ۲–۴)            |
| ۲۰۱۹      | سندیتون                  | Sidney Parker             | نقش اصلی (فصل ۱)؛ همچنین تهیه‌کننده اجرایی |
| ۲۰۱۹      | بلور تاریک: دوران مقاومت | Rek'yr (صداپیشه)          | نقش تکرارکننده                            |
| ۲۰۱۹      | ویچر                     | Young Vesemir (voice)     | ۱ قسمت                                    |
| ۲۰۲۲      | The Time Traveler's Wife | Henry DeTamble            | نقش اصلی                                  |
| ۲۰۲۲      | نیلوفر آبی سفید          | Cameron Sullivan          | نقش اصلی (فصل ۲)                          |
| ۲۰۲۴      | آقایان                   | Eddie Horniman            | نقش اصلی                                  |
| ۲۰۲۴      | مردان ایکس ۹۷            | بستین (صداپیشه)           |                                           |

| سال  | عنوان          | نقش   | توضیحات           |
| ---- | -------------- | ----- | ----------------- |
| ۲۰۱۷ | سکس با غریبه‌ها | ایتن  | Hampstead Theatre |
| ۲۰۲۰ | شهر فرشتگان    | استون | تئاتر گریک        |